# Aritranis platyaspis
Aritranis platyaspis là một loài tò vò trong họ Ichneumonidae.